# Winda parowa

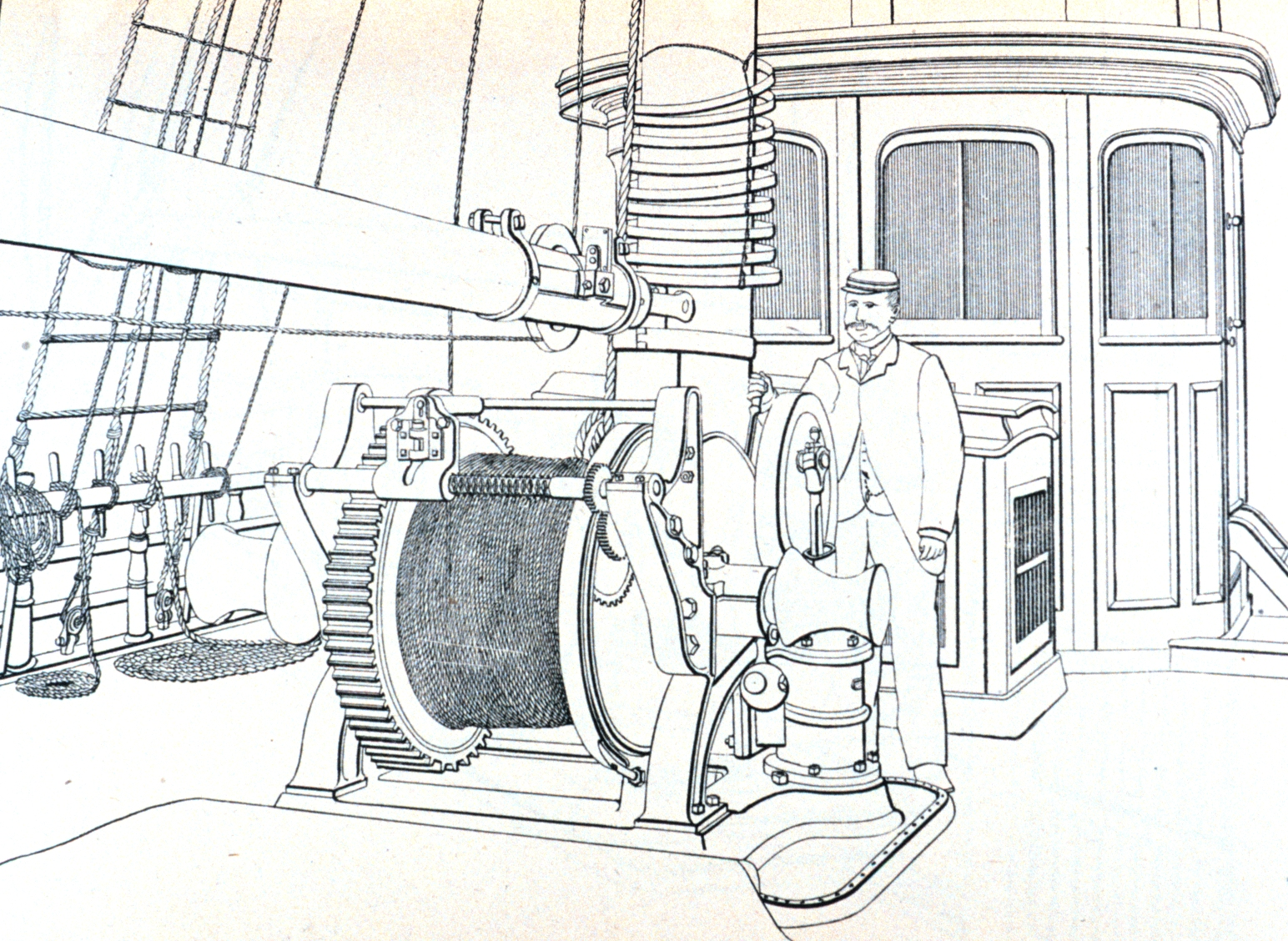
Winda na parowcu Fish-Hawk (rysunek z 1881)

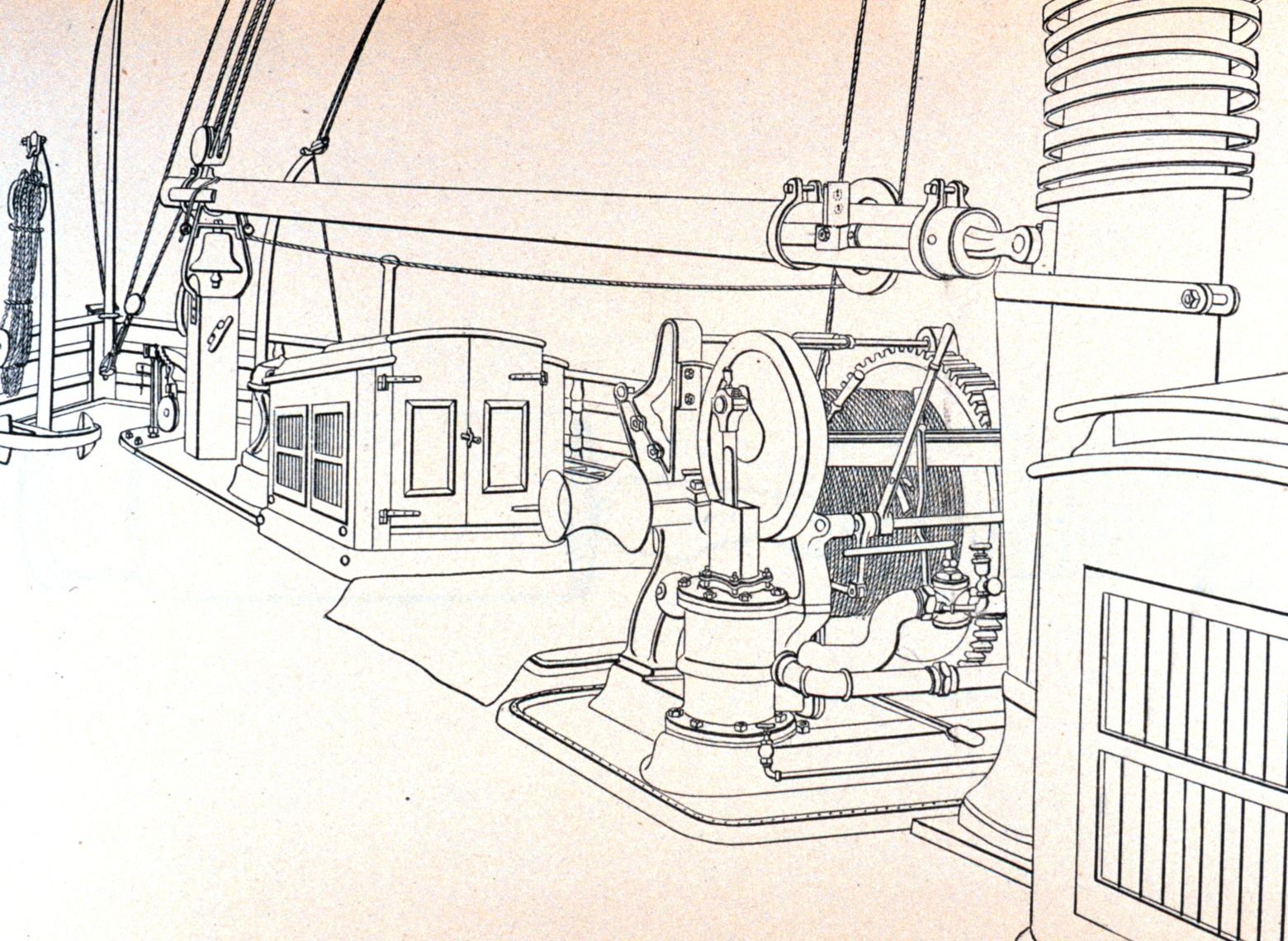
Winda na parowcu Fish-Hawk (rysunek z 1881)

Winda parowa – kabestan napędzany maszyną parową stosowany na żaglowcach przełomu XIX i XX wieku i parowcach; także współcześnie na tankowcach. 
Zastosowanie wind parowych do obsługi żagli pozwoliło zastąpić na wielkich żaglowcach ożaglowanie rejowe gaflowym oraz znacznie zmniejszyć załogę. Były także stosowane do podnoszenia kotwicy (winda kotwiczna) i napędu żurawi. Zostały zastąpione przez windy elektryczne i hydrauliczne.
Parowe windy z lat czterdziestych można zobaczyć na Sołdku, statku-muzeum w Gdańsku.